# کمیته نظامی ناتو
کمیته نظامی ناتو (انگلیسی: NATO Military Committee) کمیته نظامی سازمان پیمان آتلانتیک شمالی (ناتو) است، که از روسای دفاع (رؤسای ستاد کل نیروهای مسلح) کشورهای عضو تشکیل می‌شود. این رؤسای دفاع به طور منظم توسط نمایندگان نظامی دائمی خود که اغلب افسرانی با درجه ژنرال و ادمیرال هستند، در کمیته نظامی، نمایندگی می‌شوند. کمیته نظامی نیز مانند شورا، هر از گاهی در سطح بالاتری، یعنی در سطح روسای دفاع، ارشدترین افسر نظامی در نیروهای مسلح هر کشور، تشکیل جلسه می‌دهد.